# Chinle
Chinle (in navajo: Chʼínílį́) è un census-designated place (CDP) degli Stati Uniti d'America della contea di Apache nello Stato dell'Arizona. La popolazione era di 4 518 abitanti al censimento del 2010. Il nome in navajo significa "scorrere" e fa riferimento al luogo dove l'acqua scorre dal Canyon de Chelly.

## Geografia fisica
Chinle è situata a 36°09′17″N 109°34′45″W (36.154718, -109.579040).
Secondo lo United States Census Bureau, ha un'area totale di 16,05 mi² (41,57 km²).

## Storia
Dopo un periodo di utilizzo per il commercio e la guerra dagli spagnoli, Chinle era il sito ove nel 1864 ci fu la conferenza di pace tra Kit Carson e i Navajo che concluse la guerra tra i Navajo e gli Stati Uniti. Il primo trading post (solo una tenda al momento) fu creato qui nel 1882. Questo era cresciuto fino a diventare un grande campo nel 1885. Una scuola governativa venne fondata nel 1910.
Inizialmente anglicizzato come Chin Lee, il nome fu cambiato in Chinle il 1º aprile 1941.
Chinle funge da "comunità porta" per il Canyon de Chelly National Monument, creato nel 1931 principalmente per preservare i siti archeologici e la storia dell'umanità. Il Canyon de Chelly è unico nel National Park Service perché il parco si trova interamente sulla terra tribale Navajo e dispone di una comunità canyon residenziale.

## Società

### Evoluzione demografica
Secondo il censimento del 2010, la popolazione era di 4 518 abitanti.

### Etnie e minoranze straniere
Secondo il censimento del 2010, la composizione etnica della città era formata dal 6,29% di bianchi, lo 0,27% di afroamericani, il 91,39% di nativi americani, lo 0,27% di asiatici, lo 0% di oceanici, lo 0,07% di altre razze, e l'1,73% di due o più etnie. Ispanici o latinos di qualunque razza erano il 2,57% della popolazione.